# 李復陽
李復陽（1551年—1608年），字宗誠，号元冲，江西南昌府豐城縣人，民籍，明朝政治人物。

## 生平
萬曆七年（1579年）己卯科江西鄉試第六十一名，萬曆十一年（1583年）癸未科會試第二百二十一名，登三甲第一百名進士。兵部觀政，釋褐令无锡，十七年召入为礼部儀制司主事，二十年改吏部，次年升员外郎，歴考功、文选、验封三司，乞告侍养。二十五年再起为验封司郎中，调南京吏部，以外艱歸。二十八年補南兵部武选司郎中，以内艱不赴。除服，三十二年即家擢南京尚宝司卿。三十五年升通政司左參議，万历三十六年卒。

## 家族
曾祖李大輅；祖父李應樞；父李尚卿。母雷氏。